# Writers Guild of America
Writers Guild of America (em português: Sindicato de Roteiristas dos Estados Unidos) é um esforço conjunto de dois diferentes sindicatos dos Estados Unidos que representam os roteiristas da televisão e cinema: O Writers Guild of America, East (WGAE) com sede em Nova Iorque e o Writers Guild of America, West (WGAW) com sede em Los Angeles.  Ambos organizam em conjunto o Writers Guild of America Award.

## Atividades comuns
O WGAE e o WGAW negociam contratos em conjunto, bem como lançam ações de greve simultaneamente:
- Greve dos roteiristas dos Estados Unidos de 1960
- Greve dos roteiristas dos Estados Unidos de 1981
- Greve dos roteiristas dos Estados Unidos de 1985
- Greve dos roteiristas dos Estados Unidos de 1988
- Greve dos roteiristas dos Estados Unidos de 2007–2008
- Greve dos roteiristas dos Estados Unidos de 2023